# Constitución de la República de Filipinas

Escudo de Filipinas

La Constitución de la República de Filipinas (o Constitución de Filipinas) vigente en la actualidad, fue firmada en 1987 y entró en vigor el 11 de febrero del mismo año tras una serie de Cartas Magnas predecesoras que fueron siendo modificadas o renovadas por completo tras los acontecimientos acaecidos durante el siglo xx.

## Historia

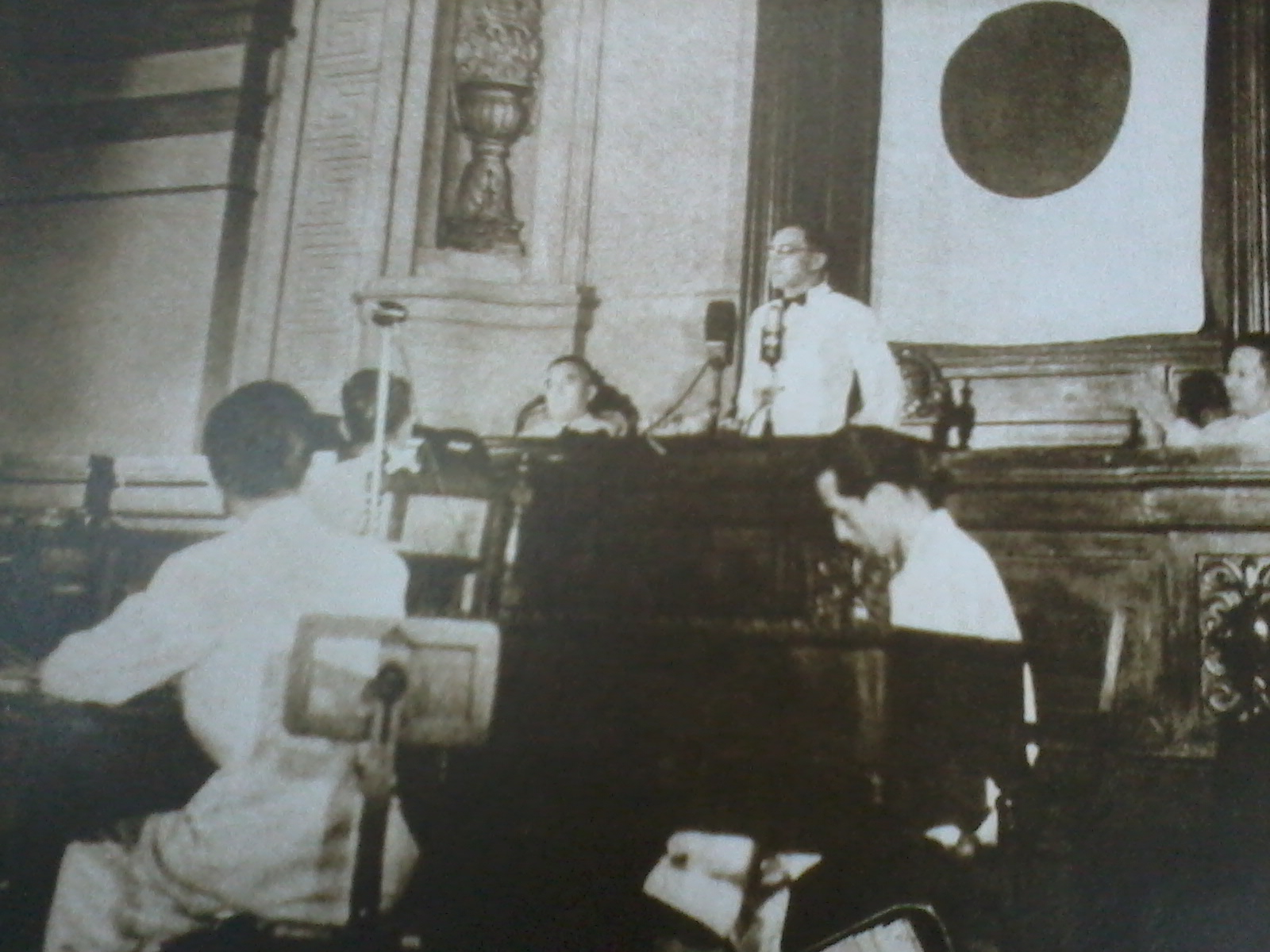
El expresidente de Filiipn José P. Laurel, en la Asamblea Nacional para aprobar la Constitución de 1943.

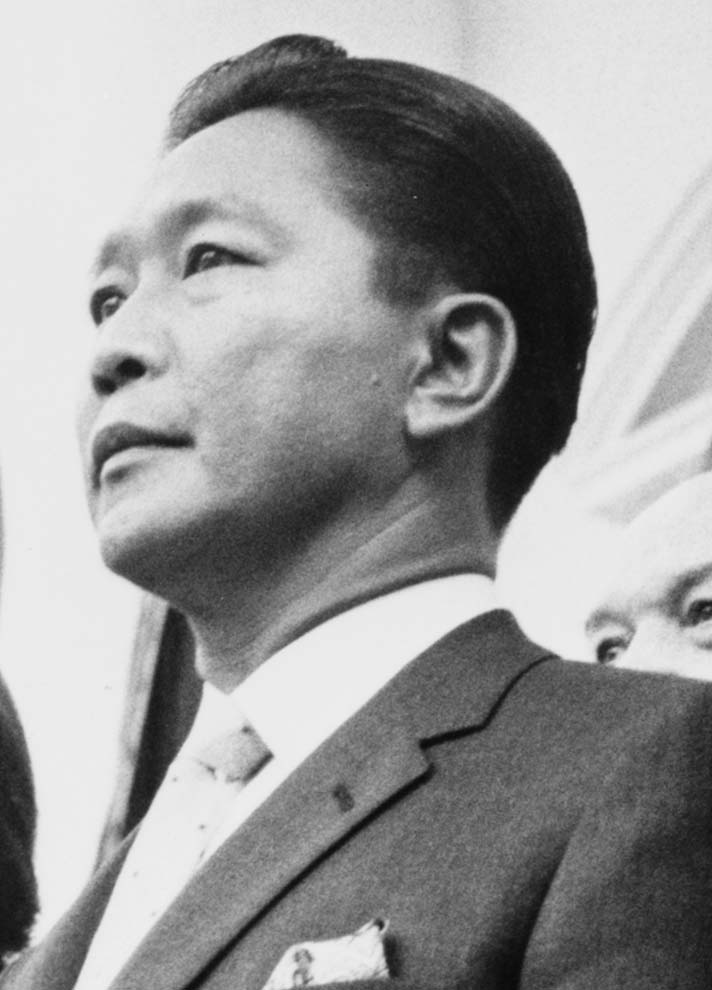
Ferdinand Marcos en la Casa Blanca en 1966.

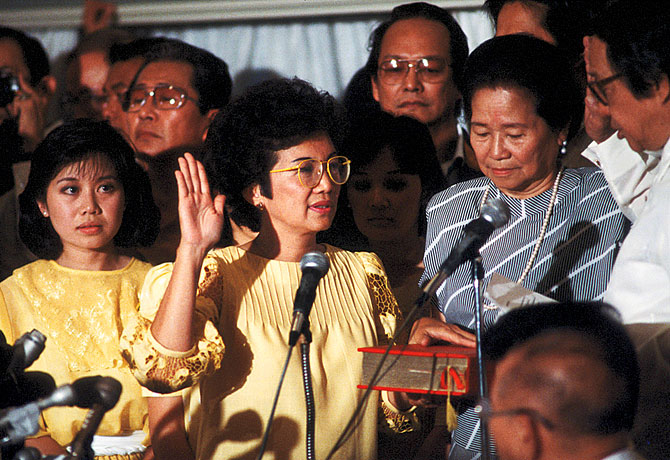
La presidenta Aquino tomando posesión ante la Constitución en 1986.

La Constitución de la República de Filipinas es un resultado de varias constituciones decretadas en el país. Desde su primera Constitución, en 1899, el país la ha renovado o modificado completamente en cinco ocasiones.

### La Constitución de Malolos de 1899
La primera Constitución de Filipinas es la Constitución decretada mediante la Asamblea Nacional de Malolos, el 21 de enero de 1899, fue la que se produjo mediante la llamada Primera República Filipina, la cual, fue formada tras la revolución contra España, declarando la independencia en Kawit, el 12 de junio de 1898.

### La Constitución por la Ley Jones, no firmada de 1935
En 1916, Estados Unidos aprobó la Ley llamada Ley Jones, en la que se dictaba que la independencia filipina únicamente se entregaría mediante una formación de una administración firme y democrática. Por este motivo Filipinas obtuvo un margen de 10 años para realizar la correspondiente adaptación y redactó una nueva constitución en 1935. No obstante la II Guerra Mundial y la invasión de Japón detuvieron el plan.

### La Constitución de 1943 por la invasión de Japón de 1941
Tras una larga resistencia por parte de Filipinas ante tales circunstancias, finalmente tuvo que ceder ante la expansión japonesa, formándose un gobierno militar japonés controlado por el Ejército Imperial, por lo que en 1943, intervinientes filipinos ratificaron una nueva Constitución hasta que en 1944 la resistencia aliada logró derrotar a las fuerzas invasoras.

### La Constitución de 1935 recuperada en 1946
Finalmente, Filipinas logró la total independencia el 4 de julio de 1946, recuperando la constitución que nunca llegó a entrar en funcionamientos de 1935, De esta manera, se formó un sistema democrático donde el presidente disponía de una legislatura por un periodo de 4 años.

### La Constitución de Ferdinand Marcos de 1973
Tras varias elecciones y sucesiones de presidentes, en 1972, Ferdinand Marcos intentando permanecer en el poder, declaró la ley Marcial y manipuló una convención constitucional, causando la redacción de una nueva Constitución en 1973 y, por consiguiente, logrando gobernar durante una larga época.

### La Constitución actual de 1987
Finalmente, tras varias revueltas, Ferdinand junto a su familia se vio obligado al exilio, quedando como presidente la viuda de Benigno Aquino –opositor asesinado en 1983– comenzando su liderazgo mediante la derogación de gran parte de los decretos de Marcos y creando la Constitución que permanece hasta la actualidad.
Esta nueva Constitución se constituyó en 133 días mediante una Comisión Constitucional designando a 48 miembros y elegido mediante sufragio universal el 2 de febrero de 1987.
La Constitución está formada por la Constitución estadounidense de 1935 más las aportaciones romanas, españolas y el derecho anglosajón.
La nueva Constitución establece una democracia con representantes de tres poderes separados independientes: el Ejecutivo, un Poder Legislativo bicameral, y el Poder Judicial. Hay tres comisiones constitucionales: la Comisión de Auditoría, a la Comisión de Administración Pública y la Comisión Electoral.
por lo tanto, la Constitución establece una ley completa de Derechos que garantiza los derechos civiles y políticos y fundamentales con sufragios libres, justos y periódicos.